# Уильямс, Джобет
Джобет Уильямс (англ. JoBeth Williams; род. 6 декабря 1948, Хьюстон, Техас) — американская актриса, режиссёр и продюсер, текущий президент фонда «Гильдии киноактёров США». За свою карьеру она была трижды номинирована на премию «Эмми», а также на премии «Оскар», «Золотой глобус» и «Сатурн».

## Жизнь и карьера
Маргарет Джобет Уильямс родилась в Хьюстоне, Техас. Она училась в «Брауновском университете» в Провиденсе, Род-Айленд, готовясь стать детским психологом, однако после решила посвятить себя актёрской профессии, и впоследствии переехала в Нью-Йорк, где начала карьеру в кино и на телевидении. После нескольких ролей на телевидении в 1979 году она дебютировала в кино в фильме в «Крамер против Крамера».
Она является наиболее известной по ролям в фильмах «Буйно помешанные» (1980), «Большое разочарование» (1983), «Полтергейст» (1982) и его сиквеле «Полтергейст 2». После ряда ролей в кино, в 1984 году она сыграла свою первую и последнюю главную роль в Голливудском фильме «Американская мечтательница», который не был успешен в прокате. После она продолжала активно сниматься в большом кино, играя по большей степени характерные роли в таких фильмах как «Учителя» (1984), «Расцвет в пустыне» (1986), «Мои воспоминания» (1988), «Меня зовут Билл В» (1989), «Датч» (1991), «Подмена» (1991), «Стой! Или моя мама будет стрелять» (1992) и «Уайетт Эрп» (1994).
В последние годы она по большей степени снималась в независимых фильмах, а также появлялась на телевидении. В 2007 году она появилась в четырёх эпизодах сериала «Декстер», а также в ролях матерей главных героинь периодически появлялась в телесериалах «Частная практика», «Зои Харт из южного штата» и «Любовницы».

## Личная жизнь
В 1982 году вышла замуж за кинорежиссёра Джона Паскуина. У них есть два сына: Ник и Уилл.

## Избранная фильмография
| Год  |   | Русское название | Оригинальное название | Роль         |
| ---- | - | ---------------- | --------------------- | ------------ |
| 2007 | с | Декстер          | Dexter                | Гейл Брэндон |